# 末次冰盛期

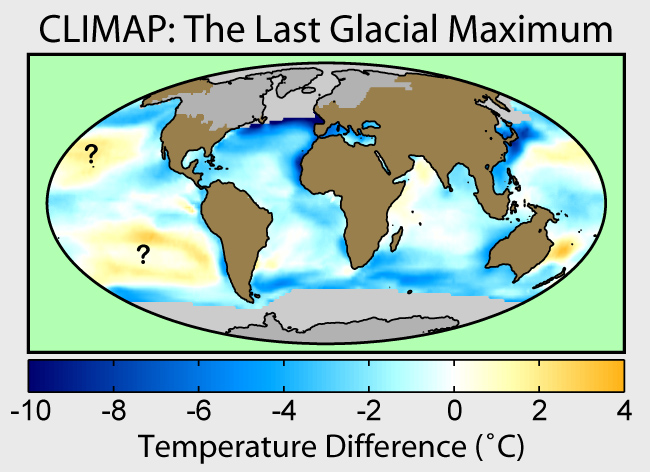
末次冰盛期的海平面温度以及冰川范围

末次冰盛期（英語：Last Glacial Maximum，缩写为），又称末次巅冰期，是末次冰期最寒冷的数千年间隔，距今2.65万至1.9万年前。在这一阶段，北美洲、欧洲和亚洲的北部大面积被冰盖覆盖，冰川覆盖范围达到最大，对地球气候产生了深远影响，导致干旱加剧、沙漠扩展和海平面显著下降。
根据陆地宇宙成因核素（cosmogenic nuclide）和放射性碳测定的冰盖边缘位置变化，南半球的冰盖增长开始于约33,000年前，并在约26,500至20,000年前达到峰值。在此之后的退冰过程引发了海平面的急剧上升。西南极冰盖的缩退发生在14,000至15,000年前，与约14,500年前的海平面急剧上升相吻合。麦哲伦海峡附近的冰川记录表明，其冰川面积的峰值大致在25,200至23,100年前。
LGM的起止日期尚无统一标准，不同研究者根据所选标准和数据集定义不同的时间范围。研究欧洲旧石器时代的考古学家詹妮弗·弗伦奇（Jennifer French）将LGM的开始定在27,500年前，冰盖约在26,000年前达到最大，退冰则始于20,000至19,000年前。而在英国，LGM被称为迪姆林顿冰阶（Dimlington Stadial），时间大约为31,000至16,000年前。

## 气候

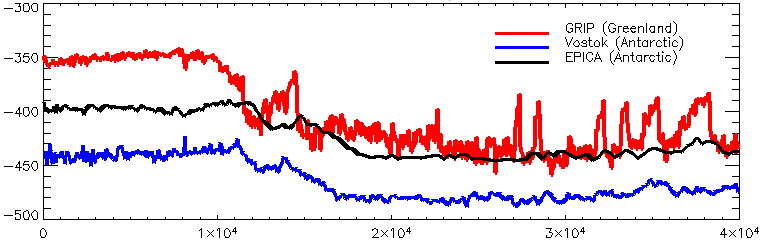
过去40,000年的温度变化

末次冰盛期的陆地植被

冰盖或冰帽的形成需要长期寒冷的气候与充足的降水（降雪）。因此，尽管西伯利亚与东亚的温度与北美洲、欧洲相当，由于干旱的气候，它们并未出现大陆冰盖，仅在高海拔地区形成冰川。北欧的冰盖产生大量冷空气的反气旋，移动到西伯利亚与东亚时，导致当地无法获得形成冰川所需的降水。堪察加半岛是个例外，因为西风带来了来自日本海的水汽。相对温暖的太平洋由于亲潮的关闭和大陆上东西向山脉的阻挡，也无法为亚洲大陆提供足够的降水。
在世界其它温暖地区，同样变得更冷、更干燥。极端情况下，如南澳大利亚与萨赫勒，降水量比现在减少了九成，植被消失，接近北欧和北美冰盖地区的程度。在受影响较小的地区，雨林覆盖也大幅减少，特别是在西非，一些残存的雨林被热带草地包围。亚马逊雨林被广阔的热带稀树草原分割为两大块。东南亚的热带雨林也受到类似影响，仅在巽他大陆的东西两端保留下来，中部则被落叶森林取代。仅在中美洲与哥伦比亚乔科省，热带雨林得以保存，可能是由于当地降雨丰沛。
世界上大多数沙漠都有所扩张。但美国西部是个例外，劳伦泰德冰盖改变了北美大陆上空的高空急流，给现在是半荒漠的地区带来了丰富的降水，形成了大型的雨成湖，最著名的是犹他州的邦纳维尔湖（Lake Bonneville）。类似情况也发生在伊朗与阿富汗，如卡维尔盐漠。在澳大利亚，移动沙丘覆盖了半个大陆。南美的格兰查科与潘帕斯草原也变得非常干燥。现在的亚热带地区失去了森林覆盖，如东澳大利亚、巴西的大西洋沿岸森林和中国南方，开阔的疏林成为主体。在中国北方寒冷但没形成冰川的地区，草地与苔原广泛分布，林木線相比现在至少偏南20个纬度。

## 世界影响
在末次冰盛期，世界多数地区是更为寒冷、干燥、不适宜居住、经常的风暴与扬沙天气。在冰核分析中，末次冰盛期的大气尘埃是非常显著的特征，是现在的20-25倍。这可能是由于很多因素：植被的减少、更强的行星风、更少的能冲刷大气尘埃的降雨。陆地冰盖封存了大量水，导致海平面下降，暴露出大陆架，产生了广阔的海岸平原。

### 欧洲
北欧被冰盖覆盖，南面的冰缘到达了德国与波兰。 北面的冰缘覆盖了斯瓦尔巴群岛与法兰士约瑟夫地群岛， 东北覆盖了巴伦支海、喀拉海与新地岛，终结于泰梅尔半岛。
永久冻土覆盖了从冰缘向南一直到匈牙利的塞格德。冰川覆盖了整个爱尔兰与除了南英格兰之外的不列颠岛。

### 亚洲
冰覆盖了青藏高原（虽然科学家仍在辩论覆盖的范围）与巴尔蒂斯坦、拉达克。东南亚出现了许多小型的山岳冰川。永久冻土一直南到北京。由于海平面下降，许多现在的岛屿在当时连通了陆地：印度尼西亚群岛东至加里曼丹岛与巴厘岛连通了亚洲大陆，被称之为巽他古陆。巴拉望也是巽他古陆的一部分。同时其它的菲律宾群岛形成了一块与大陆不相连的陆地，以锡布图海峡与民都洛海峡与巽他古陆分开。

### 非洲与中东
在非洲出现了很多的高山冰川。同时沙漠都大为扩张。

### 澳洲
澳大利亚、巴布亚新几内亚、塔斯马尼亚形成了一个大陆Sahulland，与亚洲大陆的分界为华莱士线，经过龙目海峡、望加锡海峡、锡布图海峡与民都洛海峡。

### 北美
在北美，冰盖覆盖了整个加拿大，并扩展到密苏里河、俄亥俄河，东到曼哈顿。科迪勒拉冰盖分布在加拿大与蒙大拿，山岳冰川与冰帽在落基山脉向南延伸很远，因此永冻土的分布界限距离冰缘并不远。北美土著印第安人被迫迁往残遗种保护区，造成了基因变异，形成了基因的单倍群。
夏威夷岛的冒纳凯阿火山上形成了冰川。

### 南美
在南半球，巴塔哥尼亚冰盖覆盖了智利与阿根廷的南部。北部的冰缘到达了南纬41度线的查考海峡处的海面。在安第斯山东侧，冰川终碛分布在Seno Skyring海湾、奥特韦湾、伊努蒂尔湾与比格尔海峡。在麦哲伦海峡，冰川最东到了Segunda Angostura海峡.